# 8169 Мірабо
8169 Мірабо (8169 Mirabeau) — астероїд головного поясу, відкритий 2 серпня 1991 року.
Тіссеранів параметр щодо Юпітера — 3,196.